# Alabagrus testaceus
Alabagrus testaceus är en stekelart som först beskrevs av Szepligeti 1902.  Alabagrus testaceus ingår i släktet Alabagrus och familjen bracksteklar. Inga underarter finns listade i Catalogue of Life.